# Monoblemma unicum
Monoblemma unicum is een spinnensoort in de taxonomische indeling van de Tetrablemmidae.
Het dier behoort tot het geslacht Monoblemma. De wetenschappelijke naam van de soort werd voor het eerst geldig gepubliceerd in 1941 door Gertsch.